# Comuna Cepe, Vînohradiv
Cepe (în ucraineană Чепа, transliterat Cepa) este o comună în raionul Vînohradiv, regiunea Transcarpatia, Ucraina, formată din satele Cepe (reședința), Ciuma și Heteni .

## Demografie
Componența lingvistică a comunei Cepe
     Ucraineană (56,64%)
     Maghiară (42,71%)
     Alte limbi (0,59%)
Conform recensământului din 2001, majoritatea populației comunei Cepa era vorbitoare de ucraineană (56,64%), existând în minoritate și vorbitori de maghiară (42,71%).